# اره سوراخ‌بر

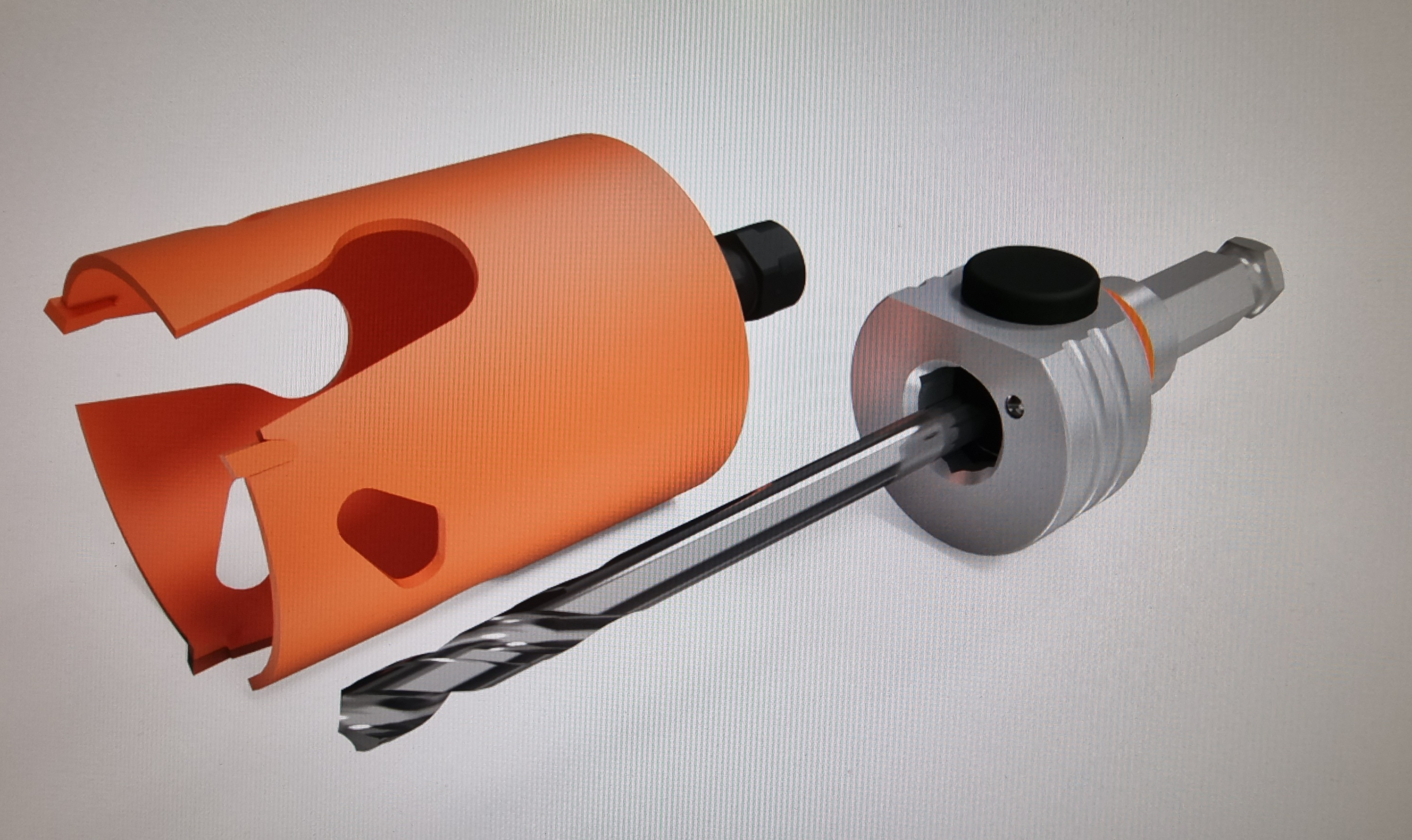
ارهٔ سوراخ‌بر از جنس کاربید تنگستن با ماندرل

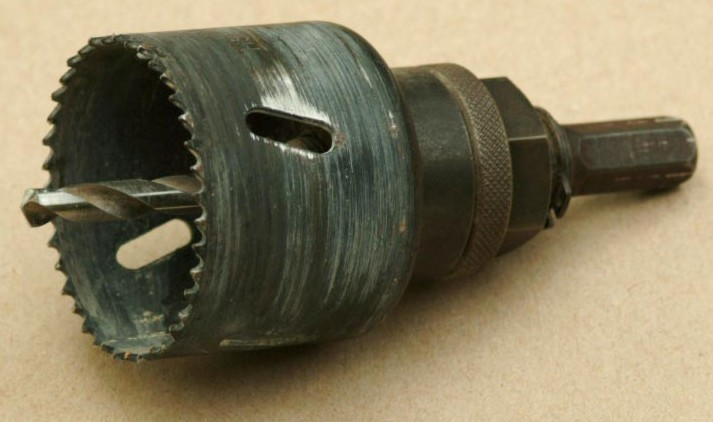
یک ارهٔ سوراخ‌بر با متهٔ راهنما

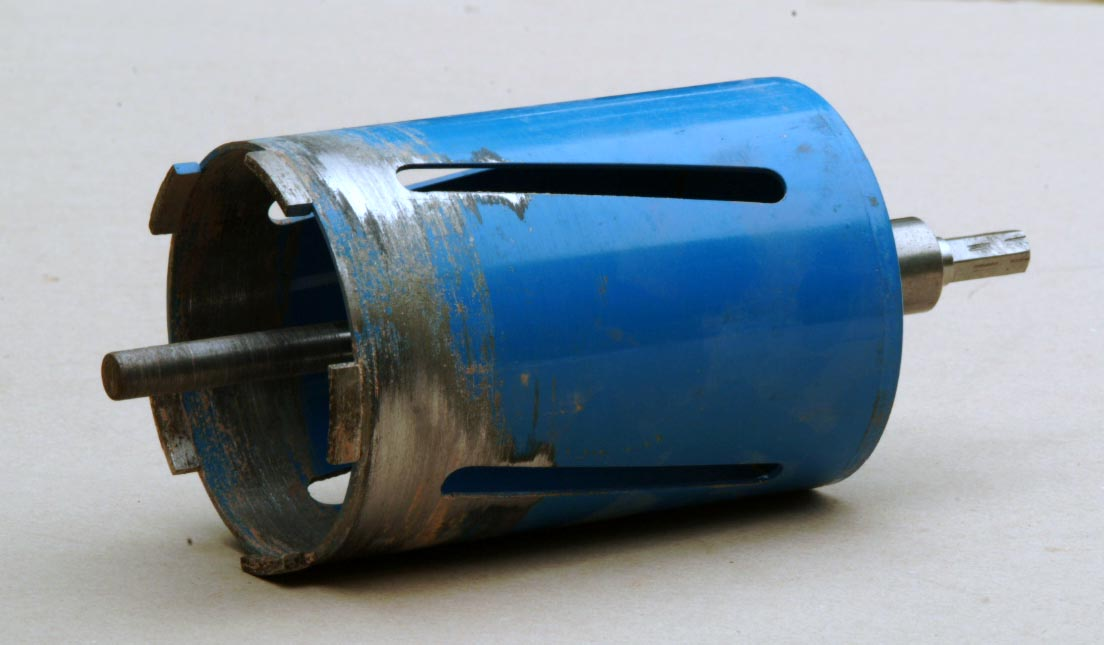
یک ارهٔ سوراخ‌بر الماسی

ارهٔ سوراخ‌بُر (انگلیسی: Hole saw) یا ارهٔ سوراخ‌زن، ارهٔ گِرد و چرخانی است که مته‌ای پیشاهنگ‌دار دارد تا بتواند سوراخ‌های بزرگ در چوب و فلز و غیره ایجاد کند.
اره سوراخ‌بر نوعی اره با تیغه‌ای حلقوی است که شکاف حلقوی آن باعث ایجاد سوراخ در قطعه کار می‌شود بدون آنکه مادهٔ مرکزی بریده شود. این ابزار در دریل به‌کار می‌رود. اره‌های سوراخ‌بر معمولاً دارای مته (شاه‌میله) در مرکز خود هستند تا از حرکت جانبی دندانه‌ها جلوگیری شود. از آنجا که ارهٔ سوراخ‌بر بدون بریدن مادهٔ مرکزی سوراخ ایجاد می‌کند، برای سوراخ‌هایی نسبتاً بزرگ (به‌ویژه سوراخ‌هایی بزرگ‌تر از ۲۵ میلیمتر (۱٫۰ اینچ)) نسبت به مته‌های مارپیچی یا بیلچه‌ای، ترجیح داده می‌شود. همین سوراخ را می‌توان با سرعت بیشتر و مصرف توان کمتر ایجاد کرد.
عمق برشی که ارهٔ سوراخ‌بر می‌تواند انجام دهد، محدود به عمق شکل فنجانی آن است. بیشتر اره‌های سوراخ‌بر دارای نسبت ابعادی قطر به عمق نسبتاً کمی هستند و برای بریدن قطعات نازک‌تر استفاده می‌شوند. با این حال، نسبت‌های ابعادی بلندتر نیز برای کاربردهای خاص در دسترس هستند. عمق‌های رایج برای اره‌های سوراخ‌بر ۳۸، ۴۵ و ۶۰ میلی‌متر است و برای حفاری مثلاً در سازه‌های سقفی زاویه‌دار، عمق‌های ۱۶۵ و ۳۰۰ میلی‌متری نیز امکان‌پذیر است.
برش با ارهٔ سوراخ‌بر مشابه برخی عملیات ماشین‌کاری به‌نام «دایره‌در‌آری» است، که در آن برش‌دهنده‌ای مشابه با برش‌زن تک‌پره برای ایجاد شکاف حلقوی و حفظ مادهٔ مرکزی به‌کار می‌رود.

## ساختار
اره از یک استوانهٔ فلزی، معمولاً از فولاد، تشکیل شده که بر روی یک شاه‌میله نصب می‌شود. لبهٔ برندهٔ آن یا دارای دندانه‌هایی اره‌مانند است یا الماس‌هایی در آن تعبیه شده‌اند. شاه‌میله (ماندرل) می‌تواند یک مته را برای ایجاد سوراخ مرکزی حمل کند. پس از بریدن چند میلی‌متر اول، ممکن است مکانیزم مرکزی دیگر ضروری نباشد، هرچند به تثبیت مته در سوراخ‌های عمیق کمک می‌کند. شیارهای مورب روی دیوارهٔ استوانه به خروج گرد و غبار کمک می‌کنند. شکاف برش کمی بزرگ‌تر از قطر بقیهٔ اره طراحی شده تا در سوراخ گیر نکند.
اره‌های سوراخ‌بر برای استفاده در دریل‌های قابل‌حمل معمولاً در قطرهایی بین ۶ تا ۱۳۰ میلی‌متر یا در ایالات متحده از ¼ تا ۶ اینچ در دسترس هستند. تنها محدودیت طول استوانه (و در نتیجه عمق سوراخ) نیاز به بیرون آوردن مته برای پاک‌سازی گرد و غبار است. طول استوانهٔ ۳۰۰ میلیمتر (۱۲ اینچ) غیرمعمول نیست، اگرچه مته‌های کوتاه‌تر رایج‌تر هستند. با شکستن مغزه در بازه‌های زمانی مشخص و استفاده از افزونهٔ شفت، می‌توان با متهٔ مغزه‌گیر الماسی به عمق‌هایی چند برابر طول ابزار نفوذ کرد.
دندانه‌های اره برای بیشتر مواد مانند چوب، پلاستیک، گچ نرم، و فلز به‌کار می‌روند. اره‌های سوراخ‌بر الماسی برای حفاری در آجر، بتن، شیشه و سنگ مورد استفاده قرار می‌گیرند.

## گونه‌ها

### قابل تنظیم

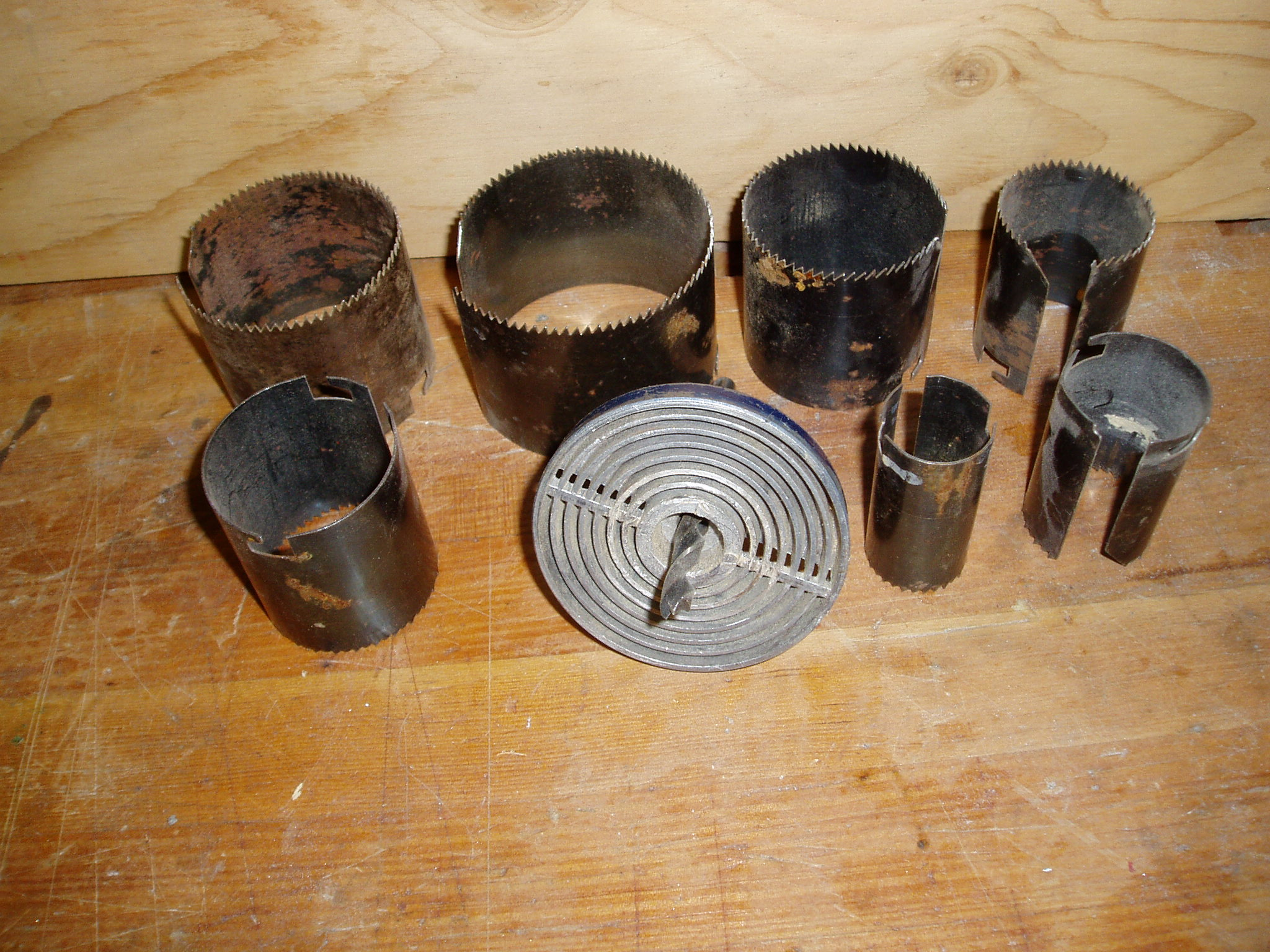
ارهٔ سوراخ‌بر قابل تنظیم

ارهٔ سوراخ‌بر قابل تنظیم از تعدادی نوار نازک فلزی شبیه به تیغهٔ اره و یک دیسک صاف با شیارهای فراوان در یک سمت و یک شفت در سمت دیگر تشکیل شده است. با قرار دادن تیغه‌ها در شیارهای مختلف دیسک، می‌توان ارهٔ سوراخ‌بر را در اندازه‌های گوناگون ساخت.

### برش‌گر دایره‌ای

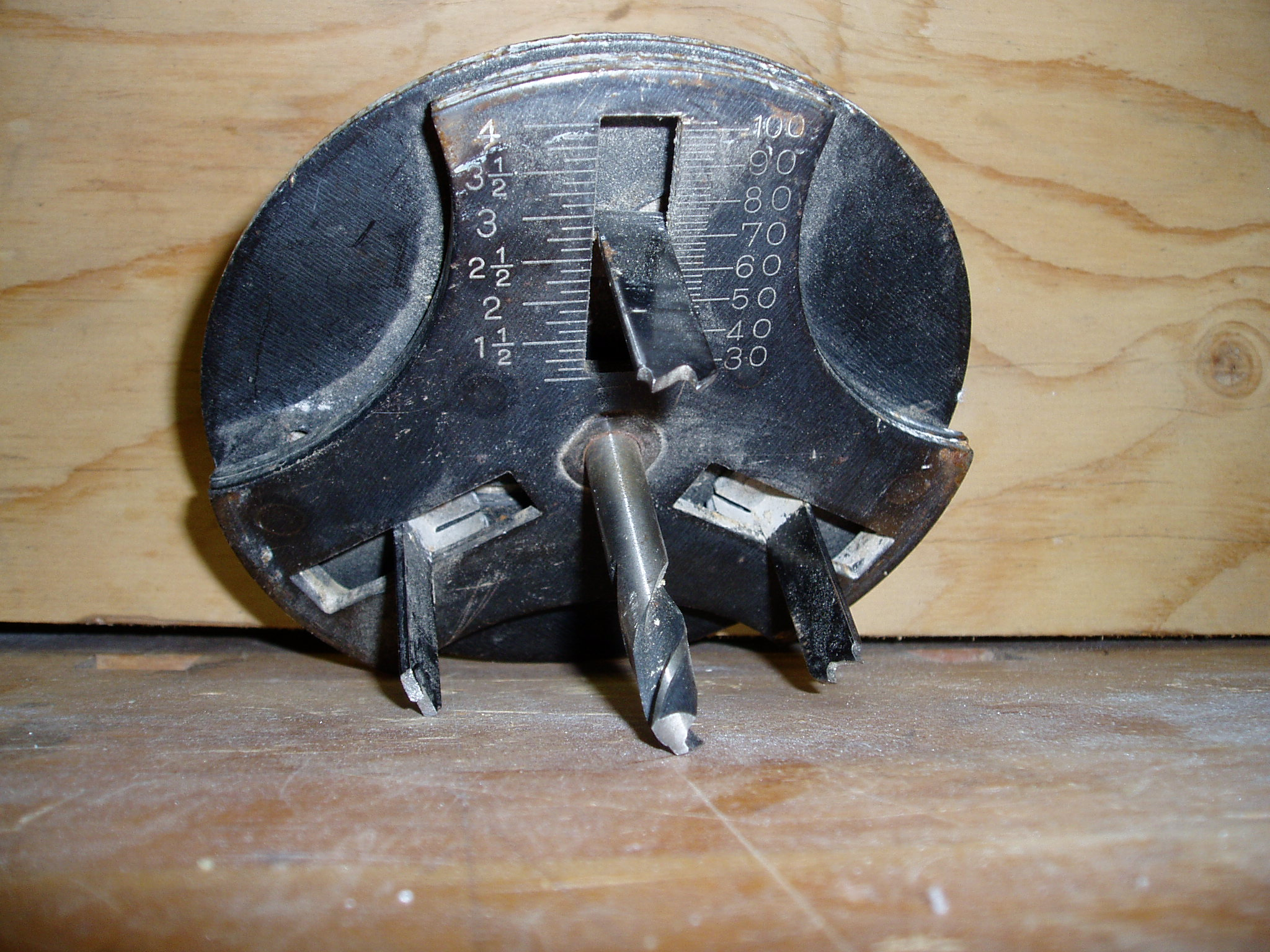
برش‌گر دایره‌ای ارهٔ سوراخ‌بر

گونه‌ای دیگر از ارهٔ سوراخ‌بر قابل تنظیم، که با نام «برش‌گر دایره‌ای» نیز شناخته می‌شود، دارای یک، دو یا سه دندانهٔ قابل تنظیم است که بر روی صفحه‌ای به‌همراه یک متهٔ راهنما قرار دارند. برای بریدن سوراخی در هر اندازه‌ای، تنها کافی است که دندانه‌ها در موقعیت مناسب قرار گیرند. این نوع ابزار در اندازه‌هایی تا ۳۰۰ میلیمتر (۱ فوت) و بزرگ‌تر موجود است و برای بریدن دقیق دایره‌هایی با قطر بزرگ به‌کار می‌رود.

## مزایا و معایب
مزیت اصلی ارهٔ سوراخ‌بر نسبت به مته‌های سنتی، کارایی بالای آن است، زیرا بخش بسیار کمی از مادهٔ کلی برداشته‌شده واقعاً بریده می‌شود، که در نهایت نیاز به توان کلی را کاهش می‌دهد. مزیت دیگر این ابزار نسبت به مته‌ها، توانایی ایجاد سوراخ‌هایی با اندازه‌های بزرگ‌تر است. برای نمونه، ایجاد سوراخی به قطر ۱۰۰ میلیمتر (۳٫۹ اینچ) با مته‌های مارپیچی یا بیلچه‌ای نیاز به ابزاری بزرگ دارد که امکان استفاده از آن با دریل دستی یا دریل رومیزی وجود ندارد؛ در حالی‌که همین سوراخ با ارهٔ سوراخ‌بر به‌راحتی بریده می‌شود.
برخی از معایب عبارت‌اند از:
- دریل قابل حمل مورداستفاده باید توانایی تولید گشتاور نیرو بالا در سرعت پایین را داشته باشد.
- در صورت پر شدن از گرد و غبار یا خروج از محور مرکزی سوراخ برنامه‌ریزی‌شده، ممکن است گیر کند.
- بازگشت نیرو (کیک‌بک) از سوی یک دریل قدرتمند در برخی شرایط ممکن است شدید باشد؛ بنابراین باید از دسته‌های جانبی بلند استفاده شود و برای سوراخ‌های بسیار بزرگ، حضور دو متصدی ترجیح داده می‌شود.
- پلاگ (مغزهٔ مرکزی) اغلب درون اره گیر می‌کند و پس از برش هر سوراخ باید با ابزار بیرون کشیده شود. گاهی این کار بسیار دشوار است.
- گاهی پلاگ مرکزی در میانهٔ برش می‌پیچد و باعث می‌شود بخش بریده‌شدهٔ مغزه درون اره بچرخد، در حالی‌که بخش دیگر مغزه هنوز در قطعه‌کار متصل است. این حالت برش را متوقف می‌کند و اگر قطعه‌کار از چوب یا پلاستیک باشد، اصطکاک ایجادشده باعث سوختن آن شده، بوی سوختگی تولید کرده و اره را داغ می‌کند. در این حالت باید مغزهٔ پیچ‌خورده را از اره بیرون آورد تا برش ادامه یابد.

## حفاری الماسی
اره‌های سوراخ‌بر الماسی همچنین با نام مته‌های مغزه‌گیر الماسی شناخته می‌شوند. مته‌های مغزه‌گیر الماسی که با لیزر جوش خورده‌اند را می‌توان برای حفاری تر و خشک استفاده کرد، اما همهٔ مواد برای حفاری خشک مناسب نیستند. مواد بسیار سخت مانند بتن مسلح باید با آب حفاری شوند؛ در غیر این صورت گرمای بیش از حد حاصل از فرایند حفاری ممکن است باعث کند شدن دانه‌های الماس در سر مته شود و در نتیجه عملکرد حفاری کاهش یابد.
جنس جوش‌خوردهٔ مته‌های مغزه‌گیر الماسی معمولاً به‌گونه‌ای تنظیم شده که متناسب با حفاری تر یا خشک باشد. این ویژگی می‌تواند به بهبود سرعت حفاری و/یا افزایش عمر ابزار منجر شود.
اره‌های سوراخ‌بر الماسی قادرند از میان کاشی، کاشی پرسلانی، گرانیت، سنگ مرمر، بتن، فلز و هر نوع مادهٔ تراش‌سنگی عبور کنند.